# RdRand
RdRand (також RDRAND) — додаткова  команда процесора для ефективної генерації випадкових чисел за допомогою вбудованого в електронний чип генератора випадкових чисел DRBG (англ. deterministic random bit generator).

## RdRand
RdRand вперше з'явився в сімействі процесорів Ivy Bridge і є командою для Intel 64 і IA-32 архітектур. Генератор випадкових чисел DRBG відповідає стандартам безпеки та криптографічних стандартів NIST SP 800-90А, FIPS 140-2 та ANSI X9.82 та гарантує, що числа, які повертаються RDRAND є статистично рівномірними, неперіодичними і недетермінованими.
Щоб перевірити чи процесор підтримує RdRand, можна використати команду CPUID. Після виклику стандартної функції CPUID, біт 40 регістра ECX отримує значення 01H.

## Intel Secure Key
Intel Secure Key — це кодова назва для технології «RdRand інструкція + генератор випадкових чисел (DRBG) в апаратній реалізації».
DRBG використовує джерело ентропії в самому процесорі, яке передає випадкові біти через AES модуль для перетворення ентропії на випадкові числа. Генератор випадкових чисел здійснює безперервно також самостійну перевірку ентропії випадкових даних, які він породжує.

## Критика
У світлі численних скандалів щодо участі АНБ в глобальному стеженні за користувачами, відомий розробник ядра Linux Theodore Ts'o заявив, що він дуже радий що вистояв тиск інженерів Intel, котрі намагалися нав'язати зміни щодо залежності виводу /dev/random тільки на інструкцію RDRAND. «Використання виключно апаратних генераторів випадкових чисел, реалізації яких зашиті намертво всередині електронного чипа, котрий не піддається аудиту криптографічної стійкості є поганою ідеєю»
Раніше відомий фахівець з криптографії Брюс Шнайєр наголошував, що розробку одного з стандартів, а саме NIST SP800-90 (котрому RDRAND відповідає), керував співробітник АНБ і містив в собі перекручені стандарти щодо випадковості чисел. Він не рекомендує еліптичні криптографічні системи, котрі базуються на еліптичних кривих; ці стандарти містять в собі константи, зміст і значення котрих не пояснюється докладно і котрі були запропоновані АНБ.